# Her Most Beautiful Melodies
Her Most Beautiful Melodies è la prima raccolta della flautista Berdien Stenberg.

## Tracce
1. Rondo Russo - From Flute Concerto in E minor – 4:15
2. The Moldau – 6:13
3. Allegro - From Trumpet Concerto in E flat – 3:18
4. Anitra's Dance - From Peer Gynt Suite No.1 Op.46 – 3:10
5. Spring - From 'The Four Seasons' – 3:18
6. Vivace - Rondo from 'Eine Kleine Nachtmusik' – 2:47
7. Ballade - No.1 Op.23 – 3:09
8. Allegro - From Symphony No.40 – 4:29
9. Ode aan Amadeus - For flute, violin and orchestra – 3:15
10. Minuet - From String Quintet in E – 3:22
11. Summer - From 'The For Seasons' – 3:12